# Gran Premio motociclistico di Germania 1963
Il Gran Premio motociclistico di Germania fu il secondo appuntamento del motomondiale 1963.
Si svolse il 26 maggio 1963 sull'Hockenheimring in virtù del principio di alternanza con il circuito della Solitude (fu anche l'ultima volta che venne utilizzato questo circuito nella configurazione originale, di lì a poco verrà modificato). Erano in programma le classi 50, 125, 250, 350 e sidecar. Per la 350 si trattò della prima prova dell'anno, mentre la 500 dopo due gran premi non aveva ancora iniziato il suo campionato.
Le vittorie delle gare disputate in singolo furono di Jim Redman su Honda in 350, di Tarquinio Provini su Morini in 250, di Ernst Degner su Suzuki in 125 e di Hugh Anderson, anch'egli su Suzuki, in 50.
Nei sidecar vittoria per Florian Camathias utilizzando un telaio da lui progettato in collaborazione con altri due storici piloti delle motocarrozzette, Colin Seeley e Helmut Fath e da cui la sigla di FCS.

## Classe 350
Curiosamente nella classifica finale, ai primi sei posti, giunsero piloti equipaggiati da sei case motociclistiche diverse. Pochi giorni prima della gara il pilota ufficiale scelto dalla Gilera per il ritorno alle corse, Derek Minter, incorse in un incidente di gara che lo terrà lontano dalle gare a lungo; al suo posto il direttore del reparto corse, l'ex iridato Geoff Duke, ingaggiò il connazionale Phil Read che giunse al terzo posto in questo esordio.
Tra i ritirati della gara John Hartle, altro pilota ufficiale Gilera.

### Arrivati al traguardo (posizioni a punti)
| Pos. | Pilota          | Moto      | Tempo | Punti |
| ---- | --------------- | --------- | ----- | ----- |
| 1    | Jim Redman      | Honda     |       | 8     |
| 2    | Remo Venturi    | Bianchi   |       | 6     |
| 3    | Phil Read       | Gilera    |       | 4     |
| 4    | Gustav Havel    | Jawa      |       | 3     |
| 5    | Gilberto Milani | Aermacchi |       | 2     |
| 6    | Fred Stevens    | Norton    |       | 1     |

## Classe 250
Rallentato poco prima della fine della corsa da noie meccaniche, in diverse fonti il pilota Alan Shepherd viene classificato al 5º posto e in altre al 7°.

### Arrivati al traguardo (prime sette posizioni)
| Pos. | Pilota            | Moto    | Tempo      | Punti |
| ---- | ----------------- | ------- | ---------- | ----- |
| 1    | Tarquinio Provini | Morini  | 49'33"800  | 8     |
| 2    | Tommy Robb        | Honda   | + 44"700   | 6     |
| 3    | Jim Redman        | Honda   | + 1'09"000 | 4     |
| 4    | Silvio Grassetti  | Benelli | + 2'39"200 | 3     |
| 5    | Stanislav Malina  | ČZ      | + 1 giro   | 2     |
| 6    | László Szabó      | MZ      |            | 1     |
| 7    | Alan Shepherd     | MZ      |            |       |

## Classe 125

### Arrivati al traguardo (prime otto posizioni)
| Pos. | Pilota              | Moto       | Tempo     | Punti |
| ---- | ------------------- | ---------- | --------- | ----- |
| 1    | Ernst Degner        | Suzuki     | 40' 52" 6 | 8     |
| 2    | Hugh Anderson       | Suzuki     | + 48" 8   | 6     |
| 3    | László Szabó        | MZ         | + 1'08" 1 | 4     |
| 4    | Luigi Taveri        | Honda      | + 1'09" 3 | 3     |
| 5    | Kunimitsu Takahashi | Honda      | + 2'02" 0 | 2     |
| 6    | Alan Shepherd       | MZ         | + 2'07" 2 | 1     |
| 7    | Tommy Robb          | Honda      | + 2'17" 0 |       |
| 8    | Francesco Villa     | FB Mondial | + 1 giro  |       |

## Classe 50

### Arrivati al traguardo (posizioni a punti)
| Pos. | Pilota               | Moto     | Tempo | Punti |
| ---- | -------------------- | -------- | ----- | ----- |
| 1    | Hugh Anderson        | Suzuki   |       | 8     |
| 2    | Isao Morishita       | Suzuki   |       | 6     |
| 3    | Ernst Degner         | Suzuki   |       | 4     |
| 4    | Hans-Georg Anscheidt | Kreidler |       | 3     |
| 5    | Mitsuo Itoh          | Suzuki   |       | 2     |
| 6    | Michio Ichino        | Suzuki   |       | 1     |

## Classe sidecar

### Arrivati al traguardo (posizioni a punti)
| Pos | Pilota            | Passeggero          | Moto | Tempo | Punti |
| --- | ----------------- | ------------------- | ---- | ----- | ----- |
| 1   | Florian Camathias | Alfred Herzig       | FCS  |       | 8     |
| 2   | Max Deubel        | Emil Hörner         | BMW  |       | 6     |
| 3   | Georg Auerbacher  | Beno Heim           | BMW  |       | 4     |
| 4   | Arsenius Butscher | Alfred Leissing     | BMW  |       | 3     |
| 5   | Ferdinand Breu    | Hans Gösch          | BMW  |       | 2     |
| 6   | Claude Lambert    | Gottfried Rüfenacht | BMW  |       | 1     |